# دریاچه توپولنویه
دریاچه توپولنویه (روسی: Топольное) یک دریاچه در سرزمین آلتای کشور روسیه است.